# Доушник (филм из 2010)
Доушник (енгл. The Whistleblower) је канадско-немачки политички трилер, снимљен 2010. али који је светску премијеру имао годину дана касније. Режисер и сценариста, Лариса Кондрацки, снимила је филм по истинитим догађајима. The Whistleblower приказује борбу америчке полицајке Кетрин Болковац против трговине белим робљем у послератној Босни. Иако су међу њеним противницима биле неке америчке компаније, њене колеге полицајци, па и високи функционери Уједињених нација, Болковац је успела да истину изнесе на видело. Филм је изазвао бројне контроверзе широм света.

## Улоге
| Глумац             | Улога           |
| ------------------ | --------------- |
| Рејчел Вајс        | Кетрин Болковац |
| Моника Белучи      | Лора Левијани   |
| Ванеса Редгрејв    | Маделејн Рис    |
| Дејвид Стратерн    | Питер Ворд      |
| Бенедикт Камбербеч | Ник Кауфман     |
| Вилијам Хоуп       | Џон Блејкли     |
| Николај Ли Кос     | Јан             |
| Роксанa Кондрацки  | Раја Кочан      |
| Сергеј Трифуновић  | Иван Блаџић     |
| Рајиса Кондрацки   | Ирка            |